# Enicospilus martae
Enicospilus martae là một loài tò vò trong họ Ichneumonidae.